# جون إدموندز
جون إدموندز (بالإنجليزية: John Edmunds)‏ هو مقدم تلفزيوني وصحفي بريطاني، ولد في 3 أبريل 1929.

## وصلات خارجية
- جون إدموندز على موقع IMDb (الإنجليزية)